# 信氏良吉
信氏 良吉（のぶうじ りょうきち、1894年（明治27年）2月5日 - 1981年（昭和56年）3月25日）は、日本の陸軍軍人、火薬学者。最終階級は陸軍中将。

## 経歴
京都府京都市出身。1915年（大正4年）5月、陸軍士官学校（27期）を卒業。同年12月、砲兵少尉に任官した。陸軍派遣学生として京都帝国大学工学部工業化学科で学び、1923年（大正12年）3月に卒業した。
1930年（昭和5年）8月、砲兵少佐に進級。1934年（昭和9年）8月、砲兵中佐に進み、1935年（昭和10年）8月、陸軍造兵廠火工廠忠海兵器製造所長に就任。1937年（昭和12年）6月、陸軍科学研究所員に転じ、1938年（昭和13年）3月、砲兵大佐に昇進した。1939年（昭和14年）1月、陸軍野戦砲兵学校研究部員を兼務。
1940年（昭和15年）1月、火工廠検査課長に就任。同年4月、火工廠が東京第二陸軍造兵廠に改編され、その研究所長に就任。1941年（昭和16年）3月、陸軍少将に進級。1943年（昭和18年）12月、東京第二陸軍造兵廠長に発令された。1944年（昭和19年）6月、陸軍中将に進み終戦を迎えた。戦争末期の風船爆弾作戦に関与した。1947年（昭和22年）11月28日、公職追放仮指定を受けた。
1981年3月、老衰のため千代田区神田淡路町の同和病院で死去した。